# SN 2003jv
SN 2003jv – supernowa typu Ia odkryta 24 października 2003 roku w galaktyce A232758-0857. W momencie odkrycia miała maksymalną jasność 22,20m.